# Distretto di Niwa
Il distretto di Niwa (丹羽郡?, Niwa-gun) è uno dei distretti della prefettura di Aichi, in Giappone.
Attualmente fanno parte del distretto i comuni di Fusō e Ōguchi.